# Jordyn Wieber

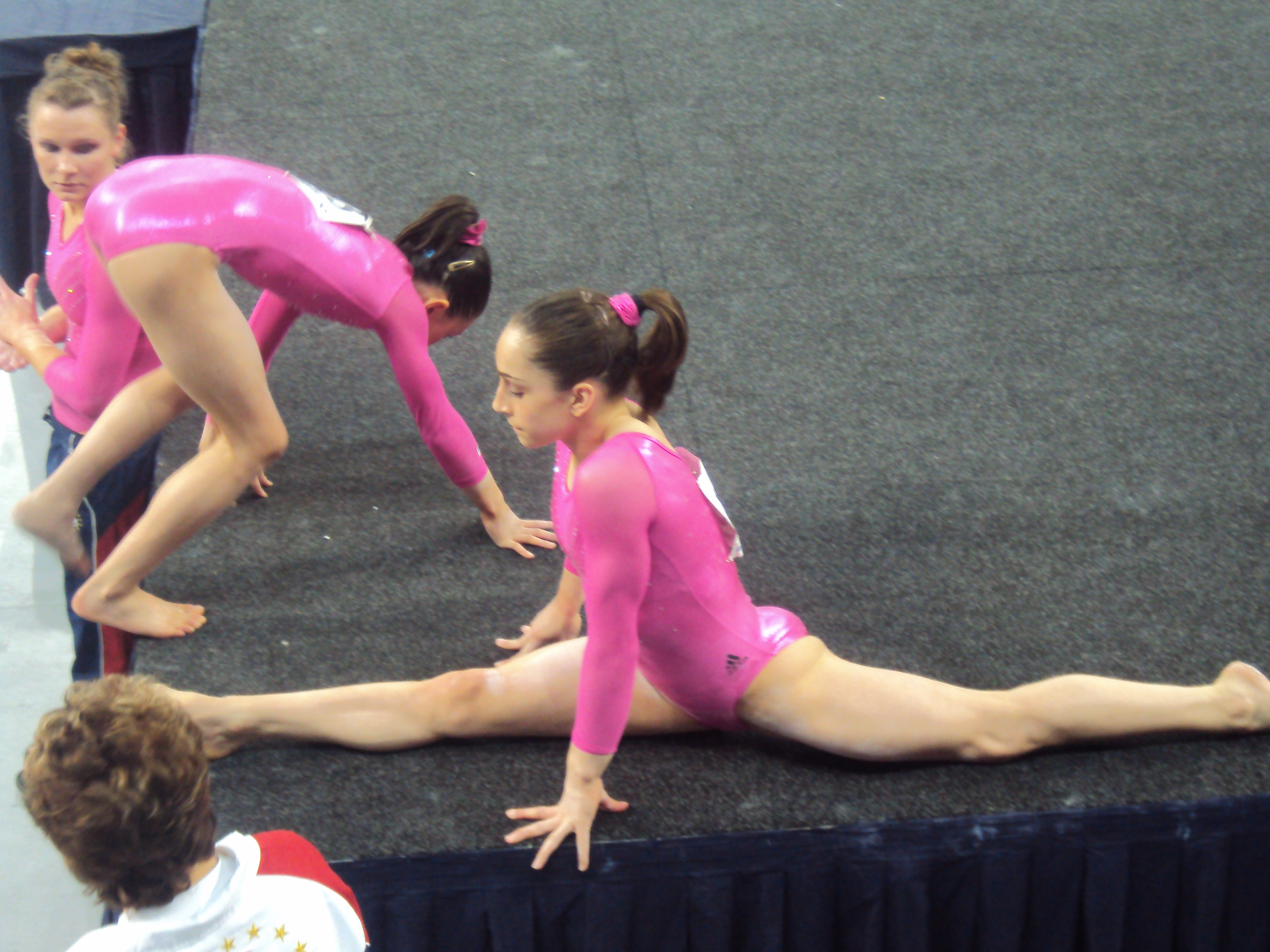
Weiber Stretchar inför en tävling 2010.

Jordyn Marie Wieber, född den 12 juli 1995 i Lansing, Michigan, är en amerikansk gymnast.
Hon tog OS-guld i damernas lagmångkamp i samband med de olympiska  gymnastiktävlingarna 2012 i London. Hon tog guld i både lagmångkampen samt i den individuella mångkampen på Världsmästerskapen i artistisk gymnastik 2011 i Tokyo, Japan.